# Моро (група народа)
Моро је термин који се користи за 13 исламизираних етнолингвистичких група у Минданау, Сулуу и Палавану. Као већински исламске етничке групе, чине највећу нехришћанску етничку групу на Филипинима, и чине око 5% становништва земље (5 милиона људи). Највећи број Мора припада сунитском исламу шафитског мезхеба.
Данас, народ Бангсаморо живи претежно у аутономној регији Муслимански Минданао на југозападу Минданаа. Неке етничке групе Моро живе изван Филипина, попут народа Баџао (већином у Индонезији, Малезији и Брунеју). Овај некада моћан народ је имао развијене заједнице целим Филипинским архипелагом, док су данас једни од филипинских мањина. Сматра се да припадника ове етничке скупине широм света има нешто више од 10 милиона (према попису из 2015. године). Моро султанати се први пут јављају неколико стотина година, међу којима је био највећи султанат Сулу основан 1450.
Ова скупина је подељен на 13 мањих народа - Таусуг, Баџао, Иранун, Калаган, Калибуган, Магинданао, Палаванци, Маранао, Сама, Џама Мапун, Молбог, Сангил и Јакан.
Језици којима говори ова скупина народа припада малајско-полинежанској грани аустронезијске породице језика.